# George Whitefield
George Whitefield (16 de diciembre de 1714 - 30 de septiembre de 1770), ministro de la Iglesia de Inglaterra, fue un dirigente destacado del movimiento metodista. Llegó a ser muy conocido por su entusiasta predicación en las colonias americanas del Imperio Británico, destacándose claramente como el principal dirigente del primer movimiento evangélico en el Nuevo Mundo, denominado Primer Gran Despertar, una sucesión espontánea de "avivamientos" cristianos protestantes en las colonias angloamericanas. Algunos historiadores le han llegado a denominar "la primera celebridad moderna", por su reconocimiento entre las clases populares.

## Primeros años
Nació el 16 de diciembre de 1714 en Bell Inn (Gloucester), Inglaterra, y murió en Newburyport (Massachusetts), EE. UU., el 30 de septiembre de 1770. George Whitefield era el hijo de una mujer viuda que administraba una posada en Gloucester. A una edad temprana, descubrió que tenía pasión y talento para la actuación y el teatro, habilidad que desarrollaría posteriormente realizando representaciones teatrales de algunas historias bíblicas durante sus sermones. Se educó en el Crypt School de Gloucester y en el Pembroke College de Oxford. Como Whitefield provenía de una familia muy pobre y carecía de los medios económicos para pagar la matrícula, entró en Oxford como un "servitor" (la categoría más baja entre los estudiantes de esa casa de estudios), es decir, que, a cambio de su matrícula, fue asignado como asistente de un cierto número de estudiantes de más alta categoría social. Entre sus deberes figuraban: despertar a estos jóvenes por la mañana, sacar lustre a sus zapatos, cargar sus libros y hasta redactar sus trabajos académicos (courseworks). Sin embargo, Whitefield también tuvo tiempo para formar parte del "Holy Club" de la Universidad de Oxford, junto a los hermanos John Wesley y Charles Wesley. Su genuina piedad cristiana (fruto de una experiencia de "conversión" que lo impulsó no solo a restituir los pequeños robos cometidos durante la adolescencia, sino también a visitar a enfermos y presos, a disciplinar su vida y a estudiar con devoción las Sagradas Escrituras) llevó al Obispo de Gloucester a ordenarlo al ministerio antes de cumplir la edad canónica.

## Primeras predicaciones
Whitefield predicó su primer sermón a los 21 años de edad, al domingo siguiente de su ordenación, en la Crypt Church de su ciudad natal. Al respecto el propio George señaló: Unos pocos se burlaron, pero la mayoría de ellos estaba chocada, y escuché una queja que se le formuló al obispo diciendo que volví loco a 15 personas en el primer sermón. Los oficiales de la iglesia dijeron que esperaban que la locura no fuera olvidada al domingo siguiente. Luego, en 1738, partió rumbo a América para ser ministro en Savannah (Georgia). Regresó al Reino Unido un año más tarde, reiniciando sus actividades evangelísticas, pero tuvo que predicar al aire libre cuando las iglesias establecidas rechazaron admitir su vehemente oratoria, que atraía a multitudes.
El movimiento metodista adquirió vida en el Reino Unido gracias a la predicación de Whitefield. Fue él quien atrajo multitudes a sus sociedades, y fue durante sus predicaciones que millares experimentaron la "conversión", y fueron estos "convertidos" los que comenzaron a "trastornar" el reino.

## División en el movimiento metodista
Whitefield tuvo entonces un desacuerdo con los hermanos Wesley debido a la doctrina de la predestinación. En 1739, John Wesley se declaró abiertamente arminiano y predicó un sermón contra la doctrina de la predestinación, Whitefield era partidario del calvinismo. Sin embargo, como debía partir rumbo a las colonias americanas, acordó no discutir el asunto y dejar a John Wesley como dirigente del movimiento en el Reino Unido. Pero el debate siguió adelante, los calvinistas y los arminianos dividieron aguas en el movimiento metodista británico, y Wesley apoyó a los segundos. Algunos de los seguidores del calvinismo de Whitefield se unieron en la "Countess of Huntingdon's Connexion" (la "Conexión Metodista" puede ser un grupo de iglesias en comunión), extendiendo una forma calvinista de metodismo en Gales y otras regiones. Whitefield se transformó posteriormente en capellán de esta Conexión.

## Numerosos viajes
La "Old South Presbyterian Church" en Newburyport (Massachusetts) fue construida para el uso de Whitefield, y antes de morir, el evangelizador solicitó ser enterrado bajo el púlpito de esta iglesia. La tumba permanece allí hasta hoy. En una época en que cruzar el Atlántico era una aventura larga y peligrosa, él visitó América en siete oportunidades, completando 13 travesías transatlánticas en total. Algunos autores estiman que a lo largo de su vida, Whitefield habría predicado más de 18.000 sermones formales y, si se cuentan también los informales, la cantidad podría elevarse a más de 30.000. Además de su trabajo en la América anglosajona e Inglaterra, hizo 15 viajes a Escocia (el más famoso de ellos en torno al “Preaching Braes” de Cambuslang, de 1742), dos a Irlanda y uno a las Bermudas, a Gibraltar y a los Países Bajos.

## Whitefield y la esclavitud
En 1738, Whitefield predicó durante una serie de avivamientos en el estado de Georgia. En tales circunstancias fundó el "Bethesda Orphanage" (Orfanato Betesda), que aún existe. En Georgia regía originalmente una prohibición para la esclavitud. No obstante, en 1749 se produjo un movimiento que propuso introducirla, y Whitefield apoyó tal proyecto, más aún, él mismo adquirió esclavos que trabajaron en el orfanato, y éstos fueron legados posteriormente a la "Countess of Huntingdon's Connexion" cuando él murió.

## Predicación
Como su contemporáneo y conocido, Jonathan Edwards, Whitefield predicó con la teología calvinista de trasfondo. Fue reconocido por su voz de gran alcance (algunos escritos hablan de audiencias de hasta 80.000 personas) y su capacidad de apelar a las emociones de la muchedumbre. A diferencia de la mayoría de los predicadores de su tiempo, hablaba espontáneamente, sin leer necesariamente sus notas para el sermón. Es difícil precisar dónde residía el secreto del éxito de su predicación, algunos estudiosos de su trabajo señalan que sus sermones impresos no contienen nada distinto de lo que predicaban otros. Su secreto entonces puede haber estado en la sinceridad y el encanto de su voz, que atraía tanto a ricos como a pobres.
El estilo más "democrático" con el que predicaba Whitefield agradó mucho a su audiencia americana. Benjamin Franklin asistió una vez a un culto de avivamiento que se efectuó en Filadelfia y quedó enormemente impresionado por la capacidad del evangelizador para entregar un mensaje claro a una audiencia tan grande. Además, Whitefield también supo utilizar los medios de comunicación (como el periódico) para beneficiar publicitariamente su causa. Su revolucionario estilo de predicar marcó el camino que los sermones desde entonces han debido seguir. Él es uno de los padres de las Iglesias evangélicas estadounidenses del siglo XX. Probablemente fue el predicador más conocido en América durante el siglo XVIII, porque viajó por todas las colonias británicas en América y atrajo grandes muchedumbres, logrando notable cobertura de los medios de comunicación y consolidándose como una de las figuras públicas más extensamente aprobadas en la América anglosajona antes de George Washington.

## Reuniones de avivamiento
Whitefield fue el primero en predicar al aire libre con gran éxito en la ciudad minera de Bristol (Inglaterra), que en aquel tiempo era conocida como un "centro del vicio" en todas sus peores formas, y también fue el primero en proporcionar servicios espirituales a los mineros que aún vivían "como paganos" cerca de aquella ciudad. Unos 20.000 de estos trabajadores pobres y rudos se apiñaron para oírlo en algunos de sus sermones, y las lágrimas incontenibles de muchos, las convulsiones y las expresiones destempladas de alegría o arrepentimiento mostraron visiblemente la manera en que esas personas fuertes y de mala fama eran conmovidas de manera profunda por las palabras del predicador. John Wesley se unió luego a estas reuniones y, hasta cierto punto, quedó perplejo por estos "síntomas corporales", que él consideraba evidentes "signos de la gracia". No obstante, Whitefield los calificaba más bien "indicadores dudosos de la gracia". Probablemente, si los sicólogos modernos vieran expresiones como las descritas al respecto, pensarían en síntomas de histeria colectiva: "...personas que gritan a todo pulmón, y agitan y contorsionan violentamente sus cuerpos" durante un sermón. William Hogarth satirizó en sus escritos las expresiones que producía la predicación metodista, publicando Credulity, Superstition, and Fanaticism (Credulidad, Superstición y Fanatismo - 1762).

## Muerte
La notable influencia que Whitefield logró ejercer durante su vida en el protestantismo anglosajón se atribuye generalmente a su extraordinaria capacidad oratoria y a su vida consecuente, no así a su capacidad como organizador (a diferencia de John Wesley, un organizador extraordinario), ni a sus escritos (sus obras completas se publicaron en 7 volúmenes entre 1771 y 1772). Por eso algunos historiadores protestantes le consideran el "príncipe de los predicadores al aire libre".
Tras predicar en Exeter (Massachusetts), partió rumbo a Newburyport para pernoctar en la casa de un pastor de la ciudad. A eso de las dos de la madrugada despertó con ahogos y le señaló a uno de sus anfitriones: "Me estoy muriendo", serían sus últimas palabras antes de fallecer. A su entierro, las campanas de todas las iglesias de Newburyport doblaron y las banderas se izaron a media asta. Millares concurrieron a su sepelio antes de ser enterrado, de acuerdo a sus deseos, bajo el púlpito de la "Old South Presbyterian Church".